# Todo por tu amor (telenovela de 1997)
Todo por tu amor es una telenovela venezolana producida y emitida por Venevisión en 1997. Es una adaptación de Alberto Gómez de la telenovela Ligia Sandoval.
Protagonizada por Jeannette Rodríguez y Jean Carlo Simancas, con las participaciones antagónicas de  Hilda Abrahamz, Gabriela Spanic, Henry Soto Carlos Arreaza y José Ángel Ávila, y con las participaciones estelares de Eva Moreno, Julio Alcázar, Jorge Palacios, Humberto García, Herminia Martínez, Raúl Amundaray, Luis Gerardo Núñez, Belén Díaz, Jorge Aravena, Mónica Rubio, Eduardo Luna y los cantantes Servando & Florentino.

## Argumento
Esta telenovela cuenta la conmovedora historia de Marina Rangel, una joven emprendedora y valiente que lucha por mantener a su familia por medio de su trabajo como fisioterapeuta en un hospital público. Allí conoce al rico y apuesto Dr. Samuel Montalbán, y a partir de entonces comienzan sus verdaderos problemas. Sin razón alguna, el Dr. Montalbán siente una antipatía casi inmediata por Marina y busca excusas para lograr que la despidan injustamente del hospital, cosa que termina sucediendo.
Desesperada y sin empleo, Marina accede a trabajar en una lujosa mansión para atender a la señora de la casa, Andrea Mijares, quien acaba de quedarse ciega. Andrea, que es una mujer frustrada e intrigante, resulta ser la esposa del Dr. Samuel Montalbán. 
La vida en la mansión Montalbán se hace insoportable, ya que Marina es la víctima constante de ataques y desprecios por parte de Andrea, quien se niega a aceptar su condición y quiere hacer sufrir a todos como sufre ella misma. 
Mientras tanto, en medio de este conflicto, va naciendo un amor profundo y apasionado entre Marina y Samuel. Pero esa relación no tendrá futuro: muchos acontecimientos sorprendentes y coincidencias terribles conspirarán para mantener a Marina y Samuel separados. Andrea recobra la vista, pero mantiene en secreto su recuperación para poder seguir manipulando a su esposo. El antiguo novio de Marina reaparece en su vida y revela que es en realidad el hermano de Samuel, lo que causa serios problemas entre los enamorados. Más tarde, cuando una amante celosa lo asesina, Marina es culpada del crimen y enviada a la cárcel. Samuel, convencido de que Marina ha matado a su hermano, la abandona.

## Elenco
- Jeannette Rodríguez ... Marina Rangel
- Jean Carlo Simancas ... Samuel Montalbán
- Julio Alcázar ... Álvaro Villagrande
- Hilda Abrahamz ... Andrea Mijares
- Gabriela Spanic ... Amaranta Rey
- Mónica Rubio ... Lucy Rangel
- Eduardo Luna ... Antonio "Tony" Magallanes
- Carlos Arreaza ... Larry Mijares
- Eva Moreno ... Gisela
- Belén Díaz ... María Lucía Zavala
- Humberto García Brandt ... Mariano Santander
- Martha Olivo ... Elodia Rangel
- Carolina López ... Coral Gallardo
- Romelia Agüero ... Delfina
- Orlando Cassin ... Padre Chucho
- Carlos Flores ... Lucho Magallanes
- Alba Vallvé ... Teté Magallanes
- Luis Enrique Cañas ... Luis Carlos Montalbán
- Jorge Aravena ... Cristóbal Pérez
- Herminia Martínez ... Ángela Zavala viuda de Villagrande
- Luis Gerardo Núñez ... Simón
- Henry Soto ... Sergio Renán
- Inés María Calero ... Irene Carvajal
- Dulce María Piloneta ... Gloria
- Francisco Ferrari
- Ramón Hinojosa ... Don Lechuga
- Ana Martínez ... Sebastiana
- Ivette Domínguez ... Carlota
- Antonio Machuca ... Gamboa
- Víctor Hernández ... Guillermo "Memo"
- Ernesto Balzi ... Renato
- Cristina Reyes ... Celeste Montalbán
- Jorge Palacios ... Padre Marcelo
- Raúl Amundaray ... Don Daniel
- José Ángel Ávila ... El Beiby (Cómplice de Larry)
- Carolina Fernández Pardo ... Raiza
- Raquel Castaños ... Julia Vidal
- Servando Primera ...  Carlos Enrique "Kike"
- Florentino Primera ...  Luis Fernando "Nando"

## Producción
- Original de: Alberto Gómez
- Tema musical: "Todo por tu amor"
- Intérprete: Raquel Castaños
- Musicalización: Isaías Urbina
- Escenografía: Enrique Zanini
- Edición: Orlando Manzo
- Producción: Sandra Rioboó Rey
- Dirección: Edgar Liendo

## Parodias
- Todo por tu humor de Cheverisimo
- Todo por tu humor (XHGC Fabrica de Comedias) de XHGC Fabrica de Comedias

- Datos: Q1321999